# Erythroxylum longifolium
Erythroxylum longifolium là một loài thực vật có hoa trong họ Erythroxylaceae. Loài này được Lam. mô tả khoa học đầu tiên năm 1786.